# パリ条約 (1801年10月9日)
パリ条約（パリじょうやく、フランス語: Traité de Paris）は1801年10月9日に締結された、第二次対仏大同盟におけるフランス統領政府とオスマン帝国の間の講和条約。
条約により、フランスはオスマン帝国によるエジプト領有およびイオニア諸島への宗主権を承認した。フランスが譲歩したのは、レバント海からイギリスを締め出すロシアの望みを受けてのものだった。
翌日、フランスはロシアとも講和したが、フランス外相シャルル＝モーリス・ド・タレーラン＝ペリゴールとロシアのモルコフ伯爵はもう1つの秘密条約を締結した。ロシアとも講和したことで、フランスは大陸ヨーロッパの全ての国と講和したことになる。
1802年6月25日には新しいパリ条約が締結され、1801年10月9日の条約を上書きした。